# San Gorgonio Pass Wind Farm
Der San Gorgonio Pass Wind Farm (deutsch Windpark am San-Gorgonio-Pass) ist ein Windpark am östlichen Hang des San-Gorgonio-Passes im Riverside County östlich des Census-designated place Whitewater im US-amerikanischen Kalifornien mit einer Leistung von 615 MW. Entwickelt wurde der Windpark in den 1980ern. Er war neben den Altamont Pass Wind Farm und dem Tehachapi Pass Wind Farm einer der größten Windparks Kaliforniens.
Seit Januar 2008 besteht der 51,79 km² große Windpark aus 3.218 Windrädern mit einer Leistung von 615 MW. Eine 46.500-Volt-Leitung kreuzt den Windpark am nördlich gelegenen 3302 m hohen San Jacinto Peak. Die Leitung verbindet die Metropolregion Los Angeles mit dem Kernkraftwerk Palo Verde. Der Windpark erweist sich als effizient, da die warme Wüstenluft und die kühlere Küstenluft Windgeschwindigkeiten von 15 bis 20 mph erreichen.